# Brachylomia onychina
Brachylomia onychina är en fjärilsart som beskrevs av Achille Guenée 1852. Brachylomia onychina ingår i släktet Brachylomia och familjen nattflyn. Inga underarter finns listade i Catalogue of Life.